# Irmgard Blättel
Irmgard Blättel (* 18. Juli 1928 in Elz) ist eine deutsche Gewerkschafterin und war von 1980 bis 1990 Mitglied im Vorstand des DGB.

## Werdegang
Irmgard Blättel wurde als ältestes von vier Kindern eines Bauarbeiters in Elz (Westerwald) geboren. Ihr Vater war nach einem Arbeitsunfall lebenslang erwerbsunfähig. Nach dem Besuch der Volksschule und einem Pflichtjahr in der Landwirtschaft absolvierte sie eine kaufmännische Lehre in einem kleinen Buchverlag. Anschließend ergänzte sie ihre Ausbildung durch eine verkürzte Buchhändler-Lehre, die sie 1948 erfolgreich abschloss. 1951 musste der Verlag Insolvenz anmelden, Irmgard Blättel wurde erwerbslos. Sie arbeitete danach als Verkäuferin in einem Landmaschinengeschäft. Diese Tätigkeit übte sie bis 1960 aus. 
Von 1960 bis 1962 studierte sie erfolgreich Betriebswirtschaft an der Akademie für Gemeinwirtschaft in Hamburg. Seit 1962 arbeitete sie hauptamtlich beim Deutschen Gewerkschaftsbund (DGB), und zwar zunächst als Rechtsschutzsekretärin beim DGB-Landesbezirk Hessen, wo sie insbesondere die Prozessvertretung beim Hessischen Landessozialgericht übernahm. 1969 erfolgte der Wechsel zur Abteilung Frauen beim DGB-Bundesvorstand, deren Leitung sie 1971 übernahm. Von 1980 bis 1990 war sie Mitglied im Vorstand des DGB.
Bereits in ihrer Jugend wurde sie Mitglied der Christlichen Arbeiterjugend (CAJ), später trat die gläubige Katholikin auch der Katholischen Arbeitnehmer-Bewegung (KAB) bei. 
1965 erfolgte ihr Eintritt in die IG Metall, in die CDU und die Wahl in den Betriebsrat des DGB. Erste Gewerkschaftserfahrungen sammelte sie als Betriebsrätin, als Vorsitzende des DGB-Kreisfrauenausschusses Limburg, als ehrenamtliche Richterin am Sozialgericht Wiesbaden und als Mitglied des Verwaltungsausschusses des Arbeitsamtes Limburg. 
Im Zusammenhang mit ihren gewerkschaftlichen Ämtern war Irmgard Blättel ehrenamtliche Richterin am Bundessozialgericht, Mitglied des Verwaltungsrats der Bundesanstalt für Arbeit in Nürnberg, stellvertretende Vorsitzende des Frauenausschusses des Internationalen Bundes Freier Gewerkschaften (IBFG) sowie gewähltes Mitglied des Vorstandes des IBFG und Aufsichtsratsmitglied von ARBED Saarstahl. Sie war seit 1970 Vertreterin des DGB im und ab 1983 Vorsitzende des Deutschen Frauenrates. Von 1977 bis 1985 war sie stellvertretende Bundesvorsitzende der Christlich-Demokratischen Arbeitnehmerschaft (CDA) sowie Vorsitzende der CDA-Arbeitsgemeinschaft "Berufstätige Frauen".

## Anerkennung
- 1990: Wilhelm-Leuschner-Medaille

## Zitat
„Als ich in die Gewerkschaften hineingerochen und deren gesellschaftspolitische Bedeutung kapiert hatte, war das meine Welt“